# Себржинський Василь Іванович
 Себржинський Василь Іванович (*1785 — †30 червня 1832) — український математик, співак та педагог, секретар Санкт-Петербурзької духовної академії у 1828—1832 роках.

## Життєпис
Походив з родини священиків. Народився у с. Босівка Звенигородського повіту Київського воєводства (тепер Лисянського району Черкаської області). У 1797—1808 роках навчався у Києво-Могилянській академії, вирізняючись неабиякими здібностями. До 1804 року вивчав латину, грецьку, французьку, німецьку, польську мови й філософію. З 1804 року, будучи студентом класу філософії, дістав запрошення від ректора академії І.Фальковського викладати нотний ірмолойний спів.
У 1808 році у числі трьох найкращих учнів направлений до Санкт-Петербурзької академії для підготовки до викладацької діяльності у духовних закладах. У 1814 році блискуче закінчив академію зі ступенем магістра богослов'я. Того ж року Василя Себржинського призначено бакалавром по класу математичних наук й дійсним членом академічної конференції. З 1816 року він стає викладачем французької мови, з 1818 року — професор академії. У 1828 році призначається секретарем академії. Помер 30 червня 1832 року у Санкт-Петербурзі.

## Творчість
Автор посібника «Основания алгебры в пользу юношества, обучающегося в духовных училищах» (два видання — 1820 і 1823 роках), високо оціненого відомим математиком М.Фуссом. Відзначився також як проповідник. Серед найвідомішим «Проповідь на поховання генерала від інфантерії Архарова», що було складена у 1815 році.